# Chu Thiết Hổ
Chu Thiết Hổ (chữ Hán: 周铁虎, 507 - 557), không rõ người ở đâu, tướng lĩnh nhà Trần thời Nam Bắc triều trong lịch sử Trung Quốc. Vì Nam sử được biên soạn vào đời nhà Đường, phải kỵ húy Đường Thái Tổ Lý Hổ, nên Lý Duyên Thọ đổi là Chu Thiết Vũ (周铁武).

## Cuộc đời
Chu Thiết Hổ vượt sông đến miền nam vào đời nhà Lương. Giọng nói của ông rất nặng, sức lực hơn người, giỏi cưỡi ngựa đánh sóc, làm bộ hạ Hà Đông vương Tiêu Dự nhà Lương, nhờ dũng cảm mà nổi tiếng, nên được Dự dùng làm Phủ trung binh tham quân. Dự làm Quảng Châu thứ sử, lấy ông làm Hưng Ninh lệnh. Dự dời sang Tương Châu, ông cũng dời đi làm Lâm Chưng lệnh.
Trong loạn Hầu Cảnh, Tương Đông vương Tiêu Dịch sai con trai Tiêu Phương đến thay Dự, vả lại còn mang quân theo. Dự chống lại, giành được đại thắng, Tiêu Phương tử trận, công của Thiết Hổ là lớn nhất, Dự hoàn toàn trông cậy vào ông. Khi Vương Tăng Biện thảo phạt Dự, bắt được Thiết Hổ ở trong trận, bèn mệnh đem ông đi nấu, ông kêu lên rằng: "Hầu Cảnh chưa diệt, sao lại giết tráng sĩ!?" Tăng Biện lấy làm lạ, bèn tha cho, giữ ông làm thủ hạ.
Khi Hầu Cảnh chạy lên phía tây, Thiết Hổ theo Tăng Biện đánh bại Nhiệm Ước, bắt Tống Tử Tiên, trận nào cũng có công. Tiêu Dịch thừa chế thụ mệnh cho ông làm Nhân uy tướng quân, Đồng Châu thứ sử, phong tước Độn Dương huyện tử, thực ấp 300 hộ. Sau đó ông theo Tăng Biện hạ được Kinh Ấp, thu hàng Tạ Đáp Nhân, bình định Lục Nạp ở Tương Châu. Năm Thừa Thánh thứ 2 (553), triều đình xét công lao trước sau, ông được tiến tước làm hầu, tăng thực ấp so với trước 500 hộ. Ông được làm Tán kỵ thường thị, lĩnh chức Tín Nghĩa thái thú, tướng quân như cũ. Khi Trần Bá Tiên giết Tăng Biện, ông đưa quân về hàng, được giữ nguyên chức tước.
Từ Tự Huy đưa quân Tề vượt sông, Thiết Hổ ở bến Bản Kiều phá được thủy quân của ông ta, lấy hết thuyền bè xe cộ. Sau đó ông tấn công Lịch Dương, tập kích doanh trại quân Tề, đều giành được thắng lợi. Năm Thiệu Thái thứ 2 (556), ông được dời sang làm Tán kỵ thường thị, Nghiêm uy tướng quân, Thái tử tả vệ soái.
Chu Thiết Hổ theo Chu Văn Dục chống lại Tiêu Bột ở Nam Giang, luôn làm tiền quân. Văn Dục mệnh cho Thiết Hổ đưa 1000 quân, tập kích tiền quân của Bột do Âu Dương Ngỗi thống lĩnh ở Khổ Trúc than.

## Cái chết
Ông tiếp tục theo Văn Dục chinh thảo Vương Lâm (557), quân triều đình bại trận ở Độn Khẩu, Thiết Hổ cùng Văn Dục, Hầu An Đô bị Lâm bắt sống. Lâm đưa các tướng đến, cùng họ trò chuyện, chỉ có Thiết Hổ lời lẽ bất khuất, nên Lâm giữ các tướng lại, chỉ có ông bị giết hại. Khi mất được 49 tuổi.
Trần Bá Tiên nghe tin, truy tặng ông làm thị trung, Hộ quân tướng quân, Thanh, Ký 2 châu thứ sử, gia phong thực ấp 1000 hộ, ban cho một bộ Cổ Xuy, hầu tước như cũ. Năm Thiên Gia thứ 5 (564), ông được Trần Văn đế đưa vào thờ trong miếu của Trần Vũ đế (Trần Bá Tiên). Con trai của ông là Du kế thừa tước vị.